# Christen Christiansen Raunkiær
Christen Christiansen Raunkiær (29 mars 1860 – 11 mars 1938) est un botaniste danois, connu surtout pour son système de classification écologique des plantes, le système de Raunkiær, classification fondée sur la position hivernale des bourgeons.

## Biographie
Il travailla à l'université de Copenhague où il fut assistant scientifique au jardin botanique et au muséum botanique de 1893 à 1911, puis professeur de botanique de 1912 à 1923.

## Système de classification des plantes
Raunkiær a créé un système de classification écologique des plantes qui repose sur la distinction entre (Texte manquant ? )

### Vivaces ou pérennes
Persistance d'une partie de l'appareil végétatif pendant la mauvaise saison :
- Phanérophytes (du grec phaneros : apparent ; phuton : plante) : bourgeons dormants aériens à plus de 50 cm de la surface du sol. Plante affrontant l'hiver en exposant à ses rigueurs des tiges porteuses de bourgeons (ex. le pin, le hêtre, l'abricotier, le noisetier)
- Chamaephytes (du grec khamai : à terre ; phuton : plante) : bourgeons dormants aériens à moins de 50 cm de la surface du sol. On distingue les chamaephytes frutescents (buissonnants, plus ou moins dressés) et les chamaephytes herbacés (beaucoup plus proches du sol) (ex. le myrtiller).
- Hémicryptophytes (du grec hemi : à demi ; kryptos : caché ; phuton : plante) : bourgeons dormants à la surface du sol. À la « belle saison », un hémicryptophyte développe une touffe de pousses s'il est cespiteux, une rosette de feuilles, plus ou moins prostrées s'il est à rosettes, une tige érigée qui prend appui sur des supports variés s'il est grimpant (ex. la pâquerette est un hémicryptophyte à rosette).
- Géophytes (du grec gê : terre, phuton : plante) ou cryptophytes : bourgeons dormants sous la surface du sol (distinguer selon la nature de l'organe de conservation souterrain : géophyte à bulbe, à tubercule, à rhizome) (ex. Crocus sativus).
- Hydrophytes : bourgeons dormants sous l'eau, feuilles immergées.
- Hélophytes (du grec halos : sel, phuton : plante) : bourgeons dormants sous l'eau, feuilles émergées au moins en partie. Végétaux capables de prospérer en milieux saumâtres et eaux douces. (bords de mer, estuaires, chotts, marais, rivière). (ex. salicornes, spartine).

### Annuelles
Passage de la mauvaise saison sous forme de graine :
- Thérophytes (du grec theros : été, phuton : plante) : on désigne par ce terme une plante qui « boucle » son cycle de vie en quelques mois et dont ne subsistent, à l'entrée de la mauvaise saison, que les graines qui formeront de nouveaux individus l'année suivante [synonyme de plante annuelle] (ex. Mercuriale annuelle, bourse à pasteur).